# José Manuel Saraiva
José Manuel Saraiva (Santo António de Alva, Oliveira do Hospital, 1946- ), é um jornalista e romancista português contemporâneo.
Enquanto jornalista trabalhou com frequência para O Diário, Diário de Lisboa, Grande Reportagem e Expresso, e esporadicamente com diversos outros jornais e revistas.
Foi o autor de Madina do Boé—A Retirada e De Guilege a Gadamael—O corredor da morte, documentários produzidos pela SIC sobre a guerra colonial. Foi também o guionista do telefilme A Noiva, realizado por Galvão Teles.
A sua primeira incursão no romance, ocorreu em 2001 com As lágrimas de Aquiles. Em 2005, publicou Rosa Brava, baseado na vida de Leonor Teles de Menezes. E em 2008 editou Aos Olhos de Deus, novamente a partir de um facto histórico, desta vez a grande embaixada enviada ao Papa Leão X pelo rei D. Manuel I, m 1514 e em 2011 editou A terra toda.
Em 2015, publicou o livro O Bom Alemão.

## Obra Publicada
- O Bom Alemão (Clube do Autor, 2015);
- A última carta de Carlota Joaquina (Porto Editora, 2014)
- A Terra Toda (Porto Editora, 2011)
- Rosa Brava (2010, BIS);
- Aos olhos de Deus (Oficina do Livro, 2008)
- As lágrimas de Aquiles (Oficina do Livro, 2001)